# Беляев, Александр Петрович (декабрист)
Александр Петрович Беляев (22 июня [4 июля] 1802 — 28 декабря 1887 [9 января 1888]) — мичман Гвардейского экипажа, декабрист, участник восстания на Сенатской площади. Автор «Воспоминаний о пережитом и перечувствованном». Брат П. П. Беляева.

## Биография

### Ранние годы
Александр Беляев происходил из дворян Пензенской губернии Беляевых. Отец — Пётр Гаврилович Беляев (1750—1809), отставной коллежский советник, служил в Рязанском пехотном полку — георгиевский кавалер, масон, один из друзей Лабзина и Поздеева; по выходе в отставку управлял имениями графа А. К. Разумовского в Пензенской  и Рязанской губерниях. Жил в селе Ершово Чембарского уезда Пензенской губернии; был женат на шведке Шарлотте Ивановне  Верениус.
Александр Беляев с 1813 года жил в доме богатого князя В. В. Долгорукова, воспитывался в Морском кадетском корпусе (1815—1820), мичман с  23.2.1820, 5.3.1820 был определён в Гвардейский экипаж; совершал плавание по Балтийскому морю, плавал к берегам Исландии, Англии и Франции. Знакомство с масонами сформировало в это время его политические взгляды. В 1824 году он стал одним из основателей тайного «общества офицеров Гвардейского экипажа», автором его «уставов». В 1825 году был принят Д. И. Завалишиным в «Орден восстановления».

### Декабрьское восстание и ссылка
Членом «Северного общества» не был, но участвовал в восстании на Сенатской площади. Арестованный вместе с братом 15 декабря 1825 года, был осуждён по IV разряду на 12 лет каторги. Вместе с братом содержался в Петропавловской крепости до 2 февраля 1827 года, когда их отправили в Сибирь. Братья Беляевы находились в Читинском остроге, а с сентября 1830 года — в Петровском заводе. После 8 лет они были переведены на поселение в Иркутскую губернию, затем указом от 23 июля 1833 года — в Минусинск, где находились до марта 1840 года. В Минусинске братья Беляевы активно занимались сельским хозяйством. Они завели молочную ферму, стадо мясного направления в 200 голов, вводили новые сельскохозяйственные орудия труда, культивировали новые продуктивные сорта гречихи, ячменя, проса и подсолнечника, улучшали породу местных овец, открыли даже небольшую школу, составили для неё учебники и сами стали в ней учителями.
В 1840 году по ходатайству В. В. Долгорукова братьям Беляевым было разрешено поступить в военную службу рядовыми на Кавказ — в Кабардинский егерский полк; с 27.10.1841 года — в Навагинском пехотном полку. В 1842 году оба брата были произведены в унтер-офицеры и прикомандированы к Куринскому егерскому полку; 18.10.1844 произведены в прапорщики.
В 1846 году братья Беляевы были уволены из подпоручиков с позволением проживать в Самаре. В 1848 году было разрешено повсеместное (кроме Санкт-Петербурга) проживание. Александр Беляев с успехом управлял поволжскими имениями Жадовского (1848), Кривцова и Нарышкина, пытался облегчить жизнь крестьян.
Был дважды женат; первая умерла 1854 года при родах; от второй Елизавета Александровна Арнольди (с 17.2.1856) имел сына, Александра.

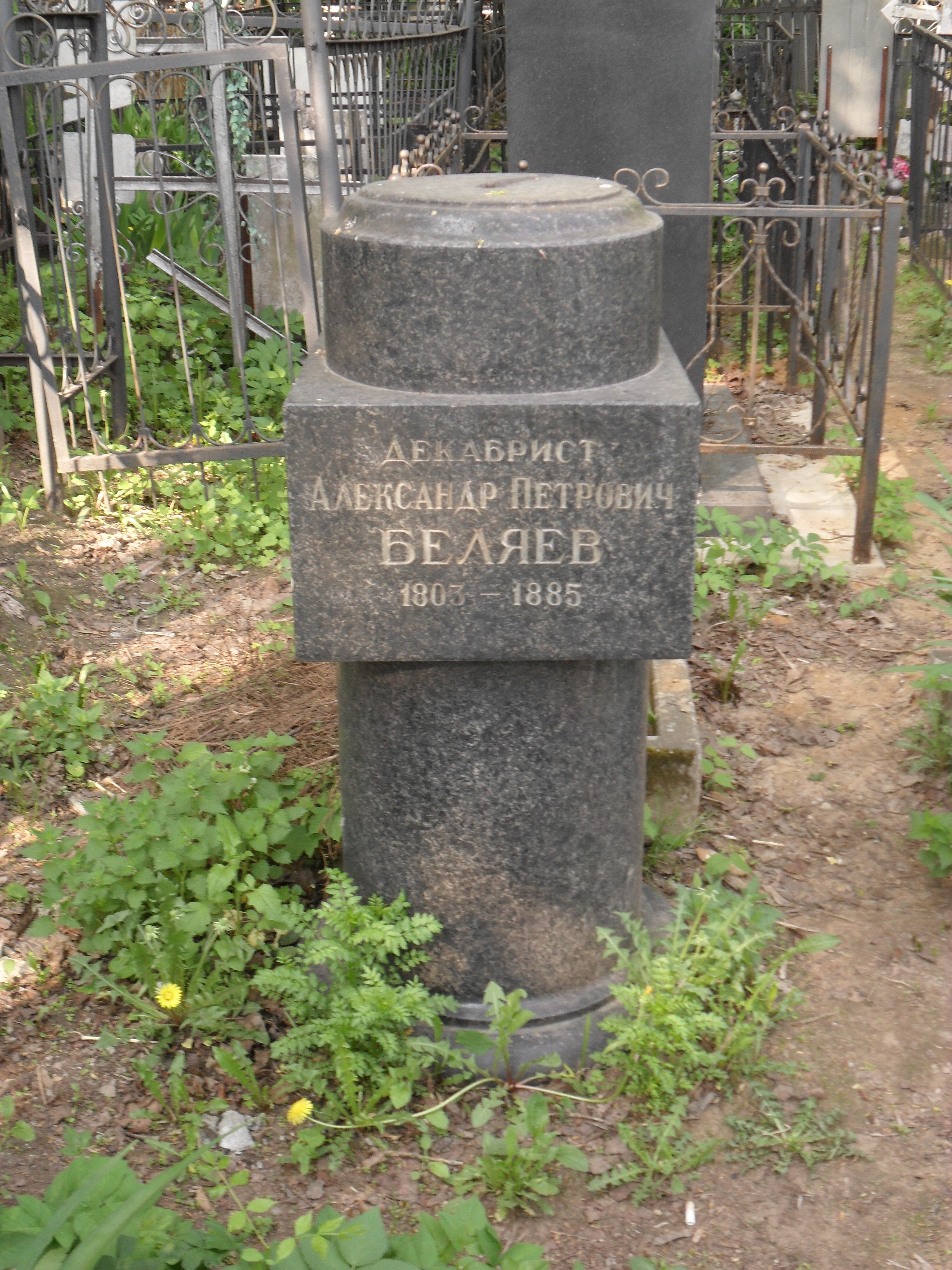
Могила Беляева на Ваганьковском кладбище.

Последние годы жизни, после амнистии 26.8.1856 года, провёл в Москве, потерял зрение. Похоронен на Ваганьковском кладбище (4 уч.). К концу 1940-х годов могила была утеряна; точное место было установлено усилиями В. В. Сорокина и Л. А. Ястржембского по фотографиям краеведа А. Т. Лебедева (1868—1943). На памятнике стоит неверная дата смерти: 1885-й год.
В 1873 году был внесён во 2-ю часть дворянской родословной книги Московской губернии.

## Мемуары
Написал мемуары «Воспоминания о пережитом и перечувствоване. 1805—1850», в которых подробно описал свою жизнь и деятельность в Минусинске. Мемуары Александра Беляева содержат много интересных психологических и бытовых черт и характерных деталей. Рукопись была прочитана Л. Н. Толстым и заинтересовала писателя, он выступил её редактором и рекомендовал к изданию. Впервые мемуары были опубликованы в «Русской старине» в 1880—1881 годах. На следующий год вышла отдельным изданием.
Книга Беляева содержит ценные сведения об организации и быте каторжной артели, занятиях в ссылке, жизни на поселении и быте сибирской провинции. Отдельный раздел воспоминаний посвящён службе на Кавказе. В мемуарах Беляев показал себя человеком очень религиозным, врагом крепостного права, сторонником гражданских свобод. Прогресс общества, по его мнению, должен осуществляться на основе религиозной морали и без насилия.